# Ольгинка (Павлодарская область)
Ольгинка (каз. Ольгинка) — село в Павлодарском районе Павлодарской области Казахстана. Административный центр и единственный населённый пункт Ольгинского сельского округа. Код КАТО — 556057100. Расположено в 62 км к юго-востоку от Павлодара.

## История
Село было основано переселенцами из российских губерний в 1907 году, и названо в 1914 году по имени сестры императора Николая II — Ольги Александровны. Сначала входило в состав Галкинской волости, с 1923 года — Крестьянской волости Павлодарского уезда, с 1928 года — в составе Павлодарского района. Село было центральной усадьбой бывшего совхоза «Маяк», организованного в 1962 году на землях разукрупнённых совхозов № 499, «Восточного» и «Ямышевского».

## Население
В 1985 году население села составляло 1079 человек, в 1999 году — 1077 человек (529 мужчин и 548 женщин). По данным переписи 2009 года, в селе проживало 951 человек (463 мужчины и 488 женщин).